# APFA (1920)
APFA (1920) – inauguracyjny sezon ligi APFA (przemianowanej dwa lata później na NFL) rozegrany pomiędzy 26 września a 18 grudnia 1920. W rozgrywkach wzięło udział 14 klubów, a mistrzostwo przyznano Akron Pros.

## Tabela rozgrywek
Liga nie prowadziła oficjalnej klasyfikacji rozgrywek w tamtym sezonie, dlatego poniższa tabela jest jedynie orientacyjna, stworzona na podstawie archiwów prasowych. Terminarz konstruowany był w trakcie sezonu, a zespoły niektóre mecze (uwzględnione w tabeli) rozgrywały przeciwko drużynom niezrzeszonym w APFA. Efektem tego są różne liczby spotkań rozegranych przez każdą z ekip.
| Zespół                   | Z  | P | R | %    |
| ------------------------ | -- | - | - | ---- |
| Akron Pros               | 8  | 0 | 3 | 100  |
| Decatur Staleys          | 10 | 1 | 2 | 90,9 |
| Buffalo All-Americans    | 9  | 1 | 1 | 90,0 |
| Chicago Cardinals        | 6  | 2 | 2 | 75,0 |
| Rock Island Independents | 6  | 2 | 2 | 75,0 |
| Dayton Triangles         | 5  | 2 | 2 | 71,4 |
| Rochester Jeffersons     | 6  | 3 | 2 | 66,7 |
| Canton Bulldogs          | 7  | 4 | 2 | 63,6 |
| Detroit Heralds          | 2  | 3 | 3 | 40,0 |
| Cleveland Tigers         | 2  | 4 | 2 | 33,3 |
| Chicago Tigers           | 2  | 5 | 1 | 28,6 |
| Hammond Pros             | 2  | 5 | 0 | 28,6 |
| Columbus Panhandles      | 2  | 6 | 2 | 25,0 |
| Muncie Flyers            | 0  | 1 | 0 | 0,0  |

Legenda: Z – zwycięstwa, P – porażki, R – remisy, % – odsetek zwycięstw (bez uwzględnienia meczów remisowych)

## Tytuł mistrzowski
Po zakończeniu sezonu kierownictwo ligi zorganizowało spotkanie mające zdecydować o tytule mistrzowskim. Zwycięzcą, poprzez głosowanie reprezentantów klubów (stało się to 30 kwietnia 1921), uznano Akron Pros, którzy jako jedyni nie doznali porażki. Decatur Staleys i Buffalo All-Americans próbowały podważać tę decyzję, twierdząc, że wygrały najwięcej meczów w lidze i jednocześnie nie przegrały w spotkaniach z Pros, ale ich wysiłki nie dały rezultatu.
Przez długi czas w publikacjach NFL podawano omyłkowo, że mistrzostwo ligi za 1920 rok nie zostało przyznane, ale w latach 70. XX wieku błąd ten skorygowano.

## Akron Pros
Grającym trenerem zespołu był Elgie Tobin.
Mecze Akron Pros w sezonie 1920:
- (d) Wheeling Stogies (klub nieligowy) 43-0
- (d) Columbus Panhandles 37-0
- (d) Cincinnati Celts (klub nieligowy) 13-0
- (d) Cleveland Tigers 7-0
- (w) Canton Bulldogs 10-0
- (d) Detroit Heralds – odwołany z powodu deszczu
- (w) Cleveland Tigers 7-7
- (d) Dayton Triangles 13-0
- (d) Canton Bulldogs 7-0
- (w) Dayton Triangles 14-0
- (w) Buffalo All-Americans 0-0
- (w, Chicago) Decatur Staleys 0-0

Legenda: (d) – mecz na własnym boisku, (w) – mecz wyjazdowy